# Estado singleto
Singleto, em física quântica, é um sistema no qual todos os elétrons estão emparelhados. A origem do termo "singleto" é que sistemas quânticos ligados com momento angular líquido zero emitem fótons dentro de uma única linha espectral, em oposição a linhas duplas (estado dupleto) ou linhas triplas (estado triplo).